# Música Antigua (banda)
Música Antigua es un conjunto musical que practica la interpretación de lo que indica su nombre. Fue fundado en 1994 por Eduardo Paniagua con el objetivo de la interpretación y la grabación integrales de las Cantigas de Santa María de Alfonso X el Sabio. Algunos de los miembros del grupo son César Carazo, Luis Vincent, Luis Delgado, Wafir Sheik, Jaime Muñoz, Enrique Almendros, Felipe Sánchez Mascuñano, Rafael Martín, Paula Vega, Patricia Paz, Luis Jara y Luis Antonio Muñoz.
La interpretación es en un estilo con reminiscencias arabigoandaluzas. Utilizan instrumentos medievales como el salterio, el laúd, la fídula y la cítola. Los ejemplares están basados en las miniaturas de las Cantigas de Santa María y en la iconografía de los siglos XII, XIII y XIV.

## Discografía
- Véase el apartado "Discografía" del artículo dedicado a Eduardo Paniagua.

### Álbumes originales (Integral de las Cantigas)
Discos que forman parte del proyecto de grabación de la integral de las más de 400 Cantigas de Santa María:
- 1994 - Cantigas de Toledo. Pneuma PN-010.
- 1995 - Remedios curativos. Pneuma PN-240.
- 1995 - Cantigas de Castilla y León. Pneuma PN-020.
- 1996 - La Vida de María. (2 CD). Pneuma PN2-610.
- 1998 - Cantigas de Italia. Pneuma PN-510.
- 1998 - Cantigas de Francia. Pneuma PN-520.
- 1998 - Caballeros. Pneuma PN-490.
- 1998 - Cantigas de Jerez. Pneuma PN-570.
- 1998 - Cantigas de Sevilla. (2 CD). Pneuma PN2-590.
  - CD-1: Reino de Sevilla en tiempo de Moros
  - CD-2: La Corte de Alfonso X en Sevilla
- 2000 - Virgen de Atocha. Cantigas de Madrid. Pneuma PN-280.
- 2000 - Santa María del Puerto - I. Pneuma PN-220.
- 2000 - Cantigas de Castilla - La Mancha. Pneuma PN-210.
- 2001 - Bestiario. Cantigas de Animales. Pneuma PN-340.
- 2002 - Cantigas de Extremadura. Pneuma PN-420.
- 2002 - Cantigas de flauta y tamboril. Pneuma PN-400.
- 2004 - El Camino de Santiago en las Cantigas de Alfonso X el Sabio 1221-1284. Pneuma PN-680.
- 2005 - Cantigas de Viola de Rueda. Pneuma PN-740.
- 2006 - Cantigas de Valencia. Pneuma PN-860.
- 2007 - Merlín y otras cantigas celtas. Pneuma PN-820.
- 2007 - Cantigas de Bizancio. Pneuma PN-880.
- 2007 - Cantigas de Catalunya. Pneuma PN-980.
- 2007 - Cantigas de Inglaterra. Pneuma PN-990.
- 2008 - Cantigas de Burgos. Pneuma PN-1080.
- 2008 - Cantigas de Alemania. Pneuma PN-1090.

### Álbumes originales (otros álbumes)
- 1998 - Tres culturas. Pneuma PN-100.
- 1999 - Jardín de Al-Andalus. Pneuma PN2-120.
- 2002 - El cantar de la Conquista de Almería. Pneuma PN2-450.
- 2004 - La Conquista de Granada. Isabel la Católica. Las Cortes europeas, los Cancioneros y Música Nazarí. Pneuma PN-660.
- 2005 - Música cortesana en la Europa de Juana I de Castilla 1479-1555. Las Cortes europeas y los Cancioneros. Pneuma PN-710.

### Álbumes recopilatorios de cantigas
- 2000 - Obras Maestras de las Cantigas de Alfonso X. (2 CD). Sony Classical "Hispánica" S2K 60 580.
- 2003 - Lo Mejor de las Cantigas. Pneuma PN-600.
- 2004 - Rosa de las rosas. Pneuma PN-700.
- 2009 - Llena de Gracia. Pneuma PN-700.

### Otros álbumes recopilatorios
- 2003 - El crisol del tiempo. Pneuma PN2-470.
- 2007 - España del Cid. Pneuma PN 900.